# Băbuțiu
Băbuțiu – wieś w Rumunii, w okręgu Kluż, w gminie Vultureni. W 2011 roku liczyła 272 mieszkańców.